# Sweet Soul Music Revue
Die Sweet Soul Music Revue ist eine in Deutschland produzierte Musik-Show, die 2009 von Klaus Gassmann ins Leben gerufen wurde und ganzjährig in Deutschland und im europäischen Ausland zu sehen ist. Sie zollt der Soul-Musik und deren Interpreten wie  Ray Charles, Aretha Franklin, The Temptations, James Brown etc. Tribut.

## Geschichte
Der ehemalige SAP-Manager Klaus Gassmann kam durch den amerikanischen Radiosender AFN in Kontakt mit Soul-Musik. Nach einem Konzert von Wilson Pickett im Februar 1968 in der Frankfurter Jahrhunderthalle gründete er selbst eine Soul-Band, mit der er in den amerikanischen Clubs im Südwesten der Republik spielte. 2006  reifte die Idee, eine Soul-Tribute-Show auf die Bühne zu bringen. Nach einer dreijährigen Konzept- und Aufbauphase   feierte 2009 die Sweet Soul Music Revue im Capitol in Mannheim Premiere.
Seither war und ist die Show ganzjährig in Deutschland und im europäischen Ausland zu sehen. Sie gastierte u. a. bereits über 20 Mal im Theaterhaus Stuttgart und mehrmals im Deutschen Theater in München sowie in der König-Pilsener-Arena in Oberhausen.

## Die Show
Die Sweet Soul Music Revue erzählt die Geschichte der Soulmusik und präsentiert authentisch die Musik von Soulgrößen wie Ray Charles, The Temptations, Sam Cooke, The Four Tops, Etta James, Aretha Franklin, James Brown, Ike & Tina Turner, Wilson Pickett, The Platters, Otis Redding, Stevie Wonder, Marvin Gaye, Gladys Knight etc.
Die Revue-Band besteht aus ca. 10 Musikern. Unter dem Namen Soulfinger ist die Band in der Metropolregion Rhein-Neckar bekannt. Hinzu kommen bis zu 10 Lead-Vocals und Special Guests wie u. a. Harriet Lewis aus Philadelphia (Pennsylvania), Marites Dabasol-Smith (Philippinen), Lerato Sebele (Südafrika), Jimmy James aus New York City, Derrick Alexander aus Detroit (Michigan), Alex „U-Jean“ Hutson aus Atlanta (Georgia), Daniel Stoyanov aus Sophia (Bulgarien) und Sir Waldo Weathers aus Nashville (Tennessee), Sänger und Saxophonist, der u. a. 15 Jahre lang mit James Brown auf Tour war. Ergänzt und unterstützt werden die Solisten von 3 Backgroundsängerinnen und bis zu 4 Tänzerinnen.
Als Gastgeber führen dabei abwechselnd der TV-Moderator, Schauspieler, Sänger und Entertainer Ron Williams aus Oakland (California) und der Sänger Stevie Woods aus Chatham (Virginia) durch den Abend, die auch jeweils Songs von Ray Charles, bzw. Marvin Gaye interpretieren.

## Musik
Die Show hat sich ganz dem Old School Soul verschrieben und versteht sich als Tribute an die Labels Motown, Stax und Atlantic. Dabei werden dem Publikum wechselnde Soulklassiker wie z. B. Respect, Papa Was a Rollin’ Stone, Only You, It’s a Man’s Man’s Man’s World, A Change Is Gonna Come, Midnight Train to Georgia, Nutbush City Limits, Soul Man uvm. präsentiert.

## Diskografie
- Sweet Soul Music Revue live at Capitol (CD 2009)
- Sweet Soul Music Revue live at Capitol (Doppel-LP 2009)
- Sweet Soul Music Revue live at Theaterhaus Stuttgart (Doppel-CD 2012)